# Eilema quadrangula
Eilema quadrangula är en fjärilsart som beskrevs av De Toulgoët 1955. Eilema quadrangula ingår i släktet Eilema och familjen björnspinnare. Inga underarter finns listade i Catalogue of Life.